# Andrena sibirica
Andrena sibirica là một loài Hymenoptera trong họ Andrenidae. Loài này được Morawitz mô tả khoa học năm 1888.